# Teresa Maria Rojas
Teresa Maria Rojas (La Habana, Cuba) es una actriz, poeta, profesora y directora teatral. Ha incursionado en la telenovela y el cine. Su labor en teatro ha sido ampliamente reconocida en Cuba, Ecuador, República Dominicana, México, Venezuela, Estados Unidos y en España.

## Biografía
Quedó huérfana de madre debido a su temprana muerte por la tuberculosis. Se graduó en la Universidad de La Habana en 1957 y estudió teatro en la Sala Prometeo en La Habana con Francisco Morín. Comenzó en el Teatro Universitario y casi de inmediato saltó a la televisión. Emigró de Cuba en 1960, primero hacia Venezuela donde trabajó en Radio Caracas Televisión. En 1963 se estableció en Miami. De su llegada a Miami Teresa María dice: «En aquel entonces se hacía lo admirable. Participé en alguna que otra obra; grabé, dos o tres novelas radiales en un estudio que estaba, justamente, en lo alto de La Torre de la Libertad. Junto a otros artistas cubanos, fuimos iniciando este largo camino. Con Griselda Nogueras, dentro de un viejo garaje, comenzamos a enseñar. De allí pasé a las aulas del Miami Dade College, y fue ahí donde nació Prometeo».
A partir de 1972 empezó como profesora de teatro en el Miami-Dade College (MDC). Se destacó como Directora de Prometeo, un grupo teatral bilingüe en el MDC.
Ha producido, dirigido y actuado en más de 90 obras como directora artística del grupo. En 1981 actuó en el papel de Luz Marina Romaguera en la obra Aire frío del escritor cubano Virgilio Piñera, dirigida por Eduardo Corbé.

## Premios y reconocimientos
- En el XXVII Festival Internacional de Teatro Hispano fue homenajeada con el muy justo lauro «Vida de Dedicación a las Artes Escénicas»«[2]» (2012)

- Premio Baco por su trayectoria artística, en la primera edición del Festival de Teatro Local TEMFest (2010)

- Profesora Emérita del Miami Dade College.

## Obras en las que ha actuado
- Baño de Luna de Nilo Cruz, Martina (2017). Con esta obra anunció su adiós a la escena

- Ana en el Trópico de Nilo Cruz, Ofelia (2005)[2]

- Electra Garrigó  (1987)

- Mimí y Fifí en el Orinoco. Mimí (1986)

- Los monstruos sagrados de Jean Cocteau. Esther (1983-84)

- Un tranvía llamado Deseo de Tennessee Williams, Blanche (1982)

- Aire frío de Virgilio Piñera, Luz Marina Romaguera (1982)[2]

- La encantadora familia Bliss, Judy, La Madre (1977)

- Flores de papel, Eva (1975)

- Quinto cielo a la derecha, Esposa (1974)

- Descalzos en el parque de Neil Simon, Jane (1974)

- Zoológico de cristal de Tennessee Williams, Laura (1973)

- Doña Diabla, Cándida, (1972)

- Bus Stop y Alta política, de William Inge (1969)

- La llama viva, de John Steinbeck

- Delito en la Isla de las Cabras, de Ugo Betti

- Antígona, de Jean Anouilh, Antígona

- Representa a Cuba durante el Primer Festival de Teatro Iberoamericano (1958).

- La fiebre del heno de Noël Coward, Judy

## Filmografía
(2014)
- Demente criminal (serie de televisión) Osiris Sandoval

(2006)
- Con dos tacones (serie de televisión)
- Lo que tenga que ser...
- El comisario (serie de televisión)
- Mejor no saber
- Sabor a traición

(2002)
- Welcome to America

(1996)
- Azúcar amarga

(1990)
- El magnate (serie de televisión)

(1989-
- Cat Chaser
- Nightmare Beach

(1986)
- Charley Hannah (TV movie)
- Invasion U.S.A.

(1961)
- Cinco destinos (serie de televisión)
- La fracasada (serie de televisión)

## Publicaciones
- Señal en el agua (1968) (Poesía)[5]

- Raíz en el desierto (1971) (Poesía)

- La casa de agua (1977) (Poesía)

- Campo oscuro (1979) (Poesía)

- Capilla ardiente (1981) (Poesía)[6]

- Pozo de sed (2004) (Poesía)

- Los días cercanos (2013) Eriginal Books, (Poesía)

- Ecos de la brevedad (2020) Editorial Hurón Azul, (Poesía)